# Gluconato 5-deidrogenasi
La gluconato 5-deidrogenasi è un enzima appartenente alla classe delle ossidoreduttasi, che catalizza la seguente reazione:
D-gluconato + NAD(P)+ ⇄ 5-deidro-D-gluconato + NAD(P)H + H+